# Seawaymax
Seawaymax ist eine Größenangabe für Schiffe, die gerade noch die Schleusen des Sankt-Lorenz-Seewegs, der Verbindung zwischen den Großen Seen und dem Atlantik, passieren können. Die Maximalmaße sind: 225,6 m (740 ft) lang, 23,8 m (78 ft) breit, Tiefgang 7,9 m und eine Höhe über der Wasseroberfläche von 35,5 m. Somit ist diese Klasse kleiner als Panamax.

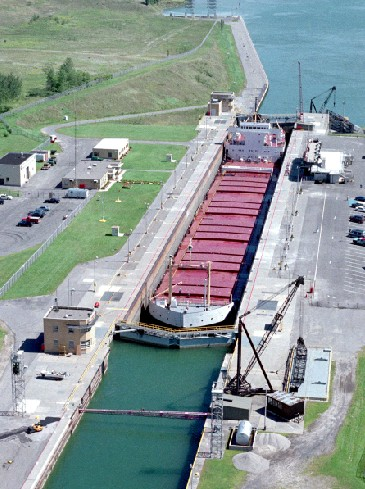
Die Eisenhower-Schleuse

Die Seawaymax Größe wird auch für den Chesapeake und Delaware Kanal verwendet, der den Seeweg von Baltimore nach New York verkürzt.
Auf den Großen Seen gibt es einige größere Frachtschiffe, die den Maßen der Schleusen nicht entsprechen und somit auf den Einsatz auf den Großen Seen beschränkt sind. Diese Größenbeschränkung limitiert natürlich auch die Tonnage der Schiffe, deren Rekord bei 28.500 t liegt, während auf den Großen Seen bis zu 72.000 t erreicht werden. Trotzdem werden die meisten neuen Schiffe auf die hier beschriebenen Maße beschränkt.
Schiffe größer als Seawaymax, die auf den Großen Seen gefangen sind, werden als (echte) Lakers bezeichnet, Seawaymaxschiffe bisweilen als unechte Lakers; wenn sie seetüchtig sind, als Salties.